# Antonio Marceglia
Antonio Marceglia (Pirano, 28 luglio 1915 – Venezia, 13 luglio 1992) è stato un militare italiano.
Prestò servizio nella Xª Flottiglia MAS della Regia Marina durante la seconda guerra mondiale con il grado di capitano del Genio Navale, venendo decorato con la Medaglia d'oro al valor militare.
La Marina Militare ha intitolato ad Antonio Marceglia la fregata missilista FREMM F 597, unità navale varata a Riva Trigoso il 3 febbraio 2018 ed entrata in servizio il 16 aprile 2019.

## Biografia
Entra in Accademia Navale a Livorno nel 1933 come allievo del Genio Navale; nel 1938 consegue sia la nomina a sottotenente del Genio Navale sia la laurea con il massimo dei voti all'Università di Genova. Nel 1939 viene nominato tenente del Genio Navale.
Il 10 giugno 1940, giorno della dichiarazione di guerra da parte dell'Italia, si trova imbarcato sul sommergibile Ruggiero Settimo, con il quale partecipa a tre missioni in Mediterraneo. Nell'ottobre 1940 chiede di entrare a far parte del Gruppo Mezzi d'Assalto; dopo il duro addestramento alla foce del fiume Serchio partecipa a due missioni contro la base navale inglese di Gibilterra (26 maggio e 20 settembre 1941) e all'Operazione G.A 3, 19 dicembre 1941 contro il porto commerciale di Alessandria d'Egitto. Quest'ultima missione ottiene l'affondamento delle due navi da battaglia britanniche Valiant e Queen Elizabeth, della petroliera Sagona e il danneggiamento del cacciatorpediniere britannico Jervis.

Dopo l'azione condotta con successo, è fatto prigioniero e internato prima in Palestina, poi in India. Dopo l'armistizio è rimpatriato nel febbraio 1944 e partecipa alla guerra di liberazione con i Mezzi d'Assalto, compiendo una missione di guerra nell'Italia occupata dai tedeschi. Posto in congedo su sua richiesta, nel dicembre 1945 è iscritto come ufficiale di complemento con il grado di tenente colonnello del Genio Navale e poi assume a Venezia la direzione di un cantiere navale.
È stato membro del Consiglio Superiore della Banca d'Italia, governatore Carlo Azeglio Ciampi.
La sua morte è stata ricordata dai quotidiani nazionali. Anche il Times di Londra gli ha dedicato un lungo articolo, onorando il valore dell'antico nemico.
È intitolata a suo nome una fregata missilistica (F 597) che è l'ottava unità della classe Bergamini (FREMM) e anche al suo nome la piscina comunale "Antonio Marceglia", in via Sandro Gallo 245, al Lido di Venezia.

## Onorificenze

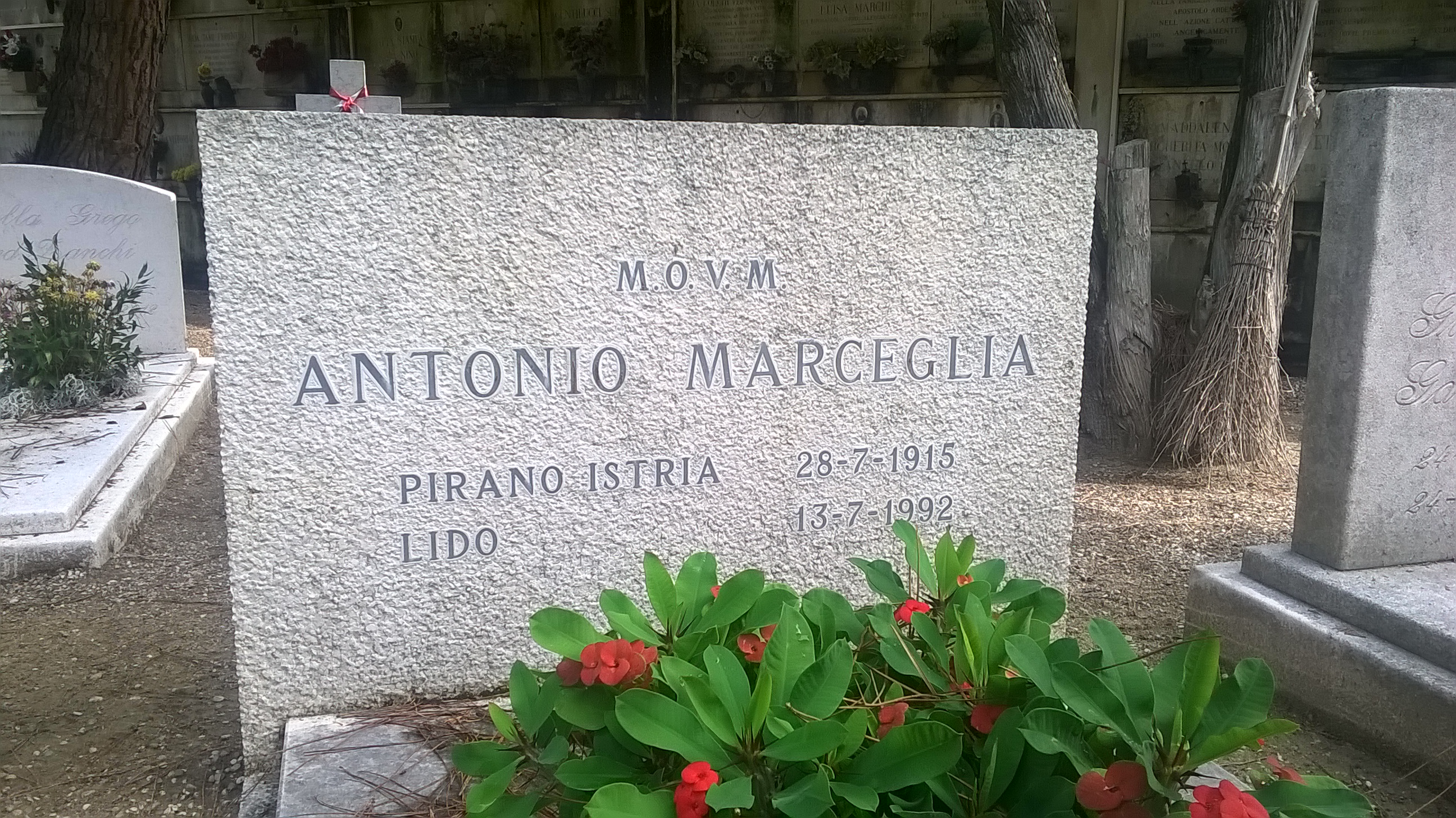
La tomba di Antonio Marceglia al Lido di Venezia

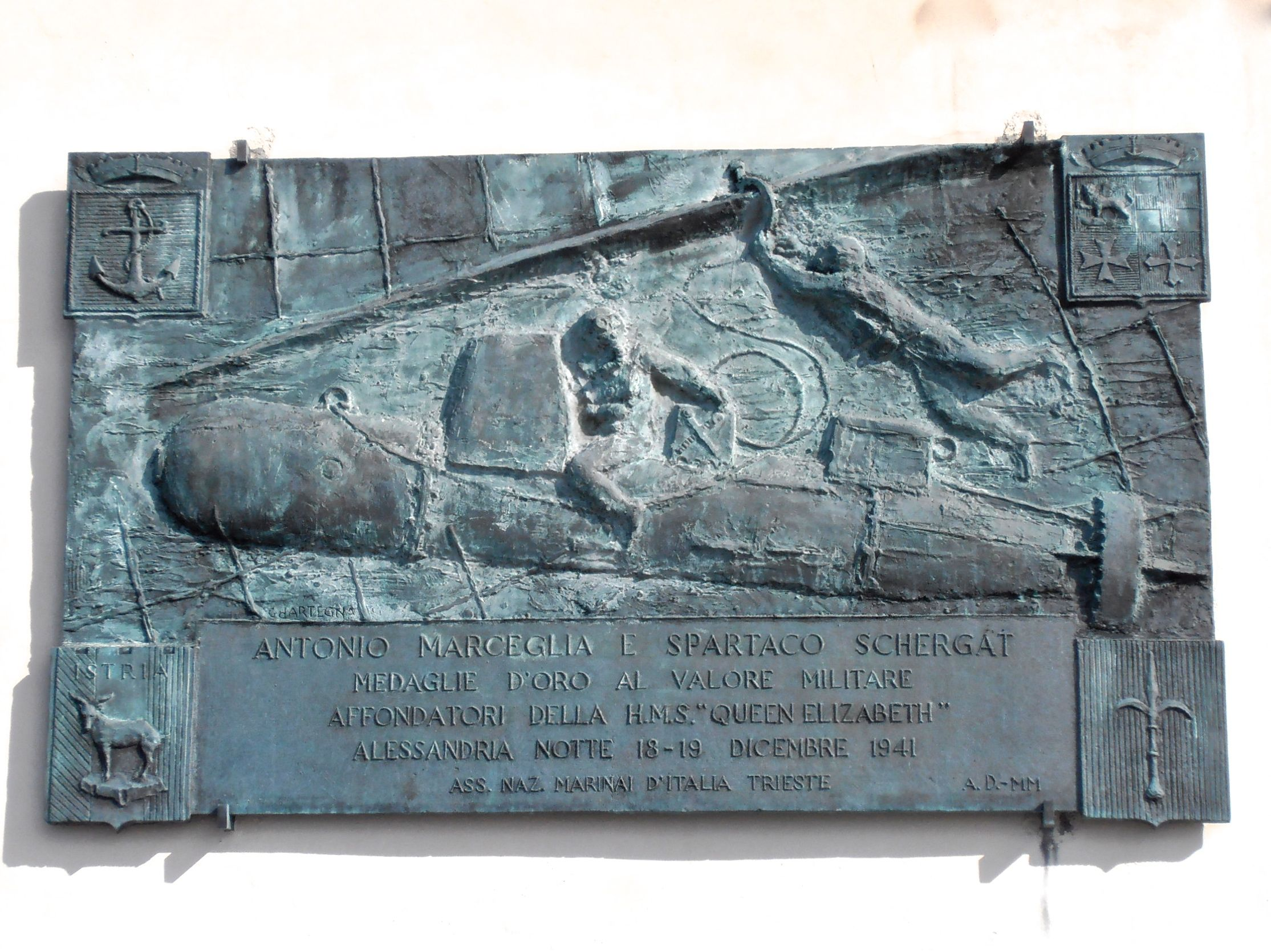
La targa a Marceglia e Schergat all'idroscalo di Trieste

- Promozione al grado di maggiore del Genio Navale (1941)